# Земен
Зе́мен (болг. Земен) — місто в Перницькій області Болгарії. Адміністративний центр общини Земен.

## Населення
За даними перепису населення 2011 року у місті проживали 1668 осіб, з них 1618 осіб (99,8%) — болгари.
Розподіл населення за віком у 2011 році:
Динаміка населення: